# Leucochrysa amazonica
Leucochrysa amazonica är en insektsart som beskrevs av Navás 1913. Leucochrysa amazonica ingår i släktet Leucochrysa och familjen guldögonsländor. Inga underarter finns listade i Catalogue of Life.